# Kevin Hagen
Kevin Hagen (ur. 3 kwietnia 1928 w Chicago, zm. 9 lipca 2005 w Grants Pass) – amerykański aktor filmowy i telewizyjny. Wystąpił w ponad stu produkcjach.

## Życiorys
Na poczet aktorstwa, zrezygnował ze studiów prawniczych. Przez pewien czas, pracował dla Amerykańskiego Departamentu Stanu w RFN. Aktorstwem zainteresował się dopiero w wieku 27 lat.
Przełomem jednak stała się rola w filmie Shenandoah, z 1965 roku. Najważniejszą i najbardziej rozpoznawalną zagrał jednak w latach 1974-1984 w serialu i filmach telewizyjnych z serii Domek na prerii, gdzie odtwarzał miejscowego lekarza; doktora Hirama Bakera.
W roku 1992 przeprowadził się do Grants Pass, w Oregonie. W 2004 wykryto u niego raka przełyku. Zmarł rok później, w wieku 77 lat. Został pochowany na cmentarzu Hillcrest Memorial Park Cemetery w Grants Pass.

## Filmografia

### Seriale TV
- Strzały w Dodge City
- Strefa mroku